# Bárcena de Campos
Bárcena de Campos település Spanyolországban, Palencia tartományban. Bárcena de Campos Loma de Ucieza, Villanuño de Valdavia, Villameriel és Castrillo de Villavega községekkel határos. Lakosainak száma 53 fő (2024).

## Népesség
A település népessége az elmúlt években az alábbi módon változott:
| Lakosok száma | 63   | 59   | 60   | 54   | 55   | 56   | 62   | 59   | 50   | 53   |
|               | 2001 | 2004 | 2007 | 2009 | 2012 | 2014 | 2017 | 2019 | 2022 | 2024 |